# Röke landskommun
Röke landskommun var en tidigare kommun i dåvarande Kristianstads län.

## Administrativ historik
Kommunen bildades i Röke socken i Västra Göinge härad i Skåne när 1862 års kommunalförordningar trädde i kraft. Namnet var före 17 april 1885 Åkarps landskommun.
Vid kommunreformen 1952 uppgick kommunen i Tyringe landskommun som 1974 uppgick i Hässleholms kommun.

## Politik

### Mandatfördelning i Röke landskommun 1938-1946
| 2 | 9 | 9 |

| 20 |

| 2 | 9 | 9 |

| 20 |

| 2 | 1 | 8 | 3 | 6 |

| 20 |